# Lissopimpla obesa
Lissopimpla obesa är en stekelart som beskrevs av Ian D. Gauld 1984. Lissopimpla obesa ingår i släktet Lissopimpla och familjen brokparasitsteklar. Inga underarter finns listade i Catalogue of Life.